# 8139 Paulabell
8139 Paulabell è un asteroide della fascia principale. Scoperto nel 1980, presenta un'orbita caratterizzata da un semiasse maggiore pari a 2,2509362 au e da un'eccentricità di 0,0981121, inclinata di 4,83988° rispetto all'eclittica.
L'asteroide è dedicato all'astronomo statunitense Paul A. Abell.